# Сиротливый запад
«Сиротливый запад» (англ. The Lonesome West) — пьеса ирландского драматурга Мартина Макдонаха, входящая в состав трилогии Линейна, вместе с «Королевой красоты» (англ. The Beauty Queen of Leenane) и «Черепом из Коннемара» (англ. A Skull in Connemara).
Трилогия шокирует зрителя описанием ужасных трагедий происходящих в домах и душах жителей городка Линейн (англ. Leenane).
Известен перевод этой пьесы на русский язык Валентина Хитрово-Шмырова.

## Действующие лица
- Гёлин Келлехер
- Отец Уэлш
- Коулмэн Коннор
- Вэлин Коннор

## Сюжет
Два брата Коулмэн Коннор и Вэлин Коннор похоронили своего отца. Официальной версией причины гибели стал случайный выстрел из ружья. Однако и сами братья, и большинство обитателей городка знают истинную причину — один из братьев сознательно застрелил его. Второй брат, ставший свидетелем этого убийства, обещает хранить молчание в том случае, если его брат откажется полностью от доли в наследстве в его пользу.
Братья живут в одном доме в обстановке вечных ссор и конфликтов. Местный священник, отец Уэлш, не может вразумить братьев, так как и сам постоянно страдает от алкоголизма, к тому же у него «кризис веры», как выражаются братья. В конце концов он совершает самоубийство. Влюблённая в него девушка Гёлин Келлехер в истерике рассказывает братьям, как она его любила.
Гёлин Келлехер передаёт братьям письмо от отца Уэлша, в котором он просит братьев помириться. Братья для примирения рассказывают о разных пакостях, которые совершали друг против друга. Всё кончается тем, что братья берутся за оружие.

## Известные постановки
- 1997 — Театральная компания «Друид» (Голуэй)[2]
- 1999 — Лицейский театр (Бродвей)
- 2003 — Гродненский драматический театр, постановка Геннадия Мушперта[3]

### В России
- 2004 — Пермский театр «У Моста», постановка Сергея Федотова (спектакль стал номинантом Национальной театральной премии «Золотая маска»)
- 2007 — Саратовский академический театр драмы имени И. А. Слонова, постановка Антон Коваленко (режиссёр спектакля был номинирован на театральную премию «Золотой Арлекин»)[4][5]
- 2007 — Театр «Сатирикон» имени Аркадия Райкина, постановка Константина Райкина[6]
- 2009 —  Драматический театр ТОФ (Владивосток), постановка  Сергея Руденка
- 2010 — Академический драматический театр имени В. Ф. Комиссаржевской, постановка Виктора Крамера (спектакль — лауреат Высшей театральной премии Санкт-Петербурга «Золотой Софит» в номинации «Лучший актёрский ансамбль»: Александр Баргман (Коумен Коннор) и Сергей Бызгу (Вален Коннор))[7][8]
- 2010 — Театр «На Булаке» (Казань), постановка Евгения Мардера[9]
- 2010 — Театр «Событие» (Москва), постановка Дмитрия Гуцова
- 2011 — Театр драмы «Наш дом» (Озёрск), постановка Олега Хапова
- 2011 — Государственный театр наций (Москва), постановка Туфана Имамутдинова[10]
- 2012 — Сарапульский драматический театр (Сарапул), постановка Олега Степанова
- 2013 — Театр-студия ИРЗ (Ижевск), постановка Анны Печерских
- 2014 — Театр «Содружество актёров» (Раменское, МО). Постановка Дениса Семигорелова
- 2015 — Мастерская з.а. России Натальи Ивановны Поповой (недоступная ссылка)
- 2015 — Театр «Старый дом» (Новосибирск), постановка Сергея Федотова
- 2019 — Дзержинский театр драмы (Нижегородская область). Режиссёр-постановщик — Алексей Кузнецов
- 2020 — Музей-театр «Булгаковский дом»[11] (Москва). Режиссёр-постановщик — Сергей Алдонин
- 2021 — Молодёжный театр Алтая им. В. Золотухина (Барнаул). Режиссёр-постановщик — Андрей Воробьёв
- 2023 — Магнитогорский академический драматический театр им. А.С.Пушкина. Режиссёр-постановщик — Алексей Вотяков
- 2024 — «Центр Современной Драматургии» (ЦСД), Екатеринбург. Режиссёр-постановщик — Илья Калин

### На Украине
- 2019 — Театральная Мастерская Николая Рушковского, под названием «Последний день человечества». Режиссёр-постановщик Дмитрий Курилов[12].
- 2024 - Киевский театр драмы и комедии на левом берегу Днепра. Режиссер - Александр Соколов.

В Казахстане
- 2021 — Акмолинский областной русский драматический театр. Режиссёр-постановщик — Шамиль Дыйканбаев

## Номинации и награды
- Пьеса была номинирована на премию «Тони» как лучшая пьеса (англ. Tony Award for Best Play)[13], а также получила премию Alfréd Radok Awards в аналогичной номинации.